# Shūsaku Hon’inbō
Shūsaku Hon’inbō (jap. 本因坊秀策 Hon’inbō Shūsaku), urodzony jako Torajirō Kuwabara (jap. 桑原虎次郎 Kuwabara Torajirō; ur. 6 czerwca 1829 we wsi Tonoura na Innoshimie w prefekturze Hiroszima, zm. 1862 w Edo – obecnie Tokio) – japoński gracz w go, uważany przez niektórych za najwybitniejszego w historii gry.
Sławę oraz przydomek niezwyciężonego Shūsaku uzyskał dzięki wygraniu wszystkich z 19 rozegranych przez siebie tzw. gier pałacowych.

## Życiorys
Torajirō Kuwabara był drugim synem kupca Wazo Kuwabara. Wazo pochodził z rodziny Yasuda, ale przyjął nazwisko swojej żony Kame Kuwabara. Oprócz starszego brata Torajirō miał również młodszą siostrę.
Kame Kuwabara znała podstawy go. Torajirō prawdopodobnie zaczął grać mając cztery lub pięć lat. W wieku lat sześciu był już znany w okolicy jako „cudowne dziecko” go. W tym wieku rozpoczął też poważną naukę u Hoshina, najsilniejszego gracza w dystrykcie, który później został profesjonalnym 3 dan.
W 1837 przeniósł się do Edo, gdzie został uczniem w szkole Hon’inbō. Dyplom shodana (1 dan) uzyskał tam 29 listopada 1839. Pierwsza zapisana jego gra pochodzi z 14 marca 1840 i rozegrał ją z Shową Ito 6. dan otrzymując 3 kamienie handicapu. W wieku 12 lat, 11 września 1841, Torajirō zmienił imię na Shūsaku. To imię wybrali mu Showa i Josaku Hon’inbō, składając części własnych imion: shū, oznaczające wspaniały i saku – strategia. Pięć dni później został awansowany na 2. dan. Od tego momentu Shūsaku awansował regularnie co roku o jeden dan, uzyskując w 1843 4. dan.
W 1846 w Osace siedemnastoletni Shūsaku rozegrał serię gier przeciwko Gennan’inseki Inoue, uważanemu wówczas za jednego z najsilniejszych żyjących graczy. W pierwszej z tych gier Gennan’inseki grający białymi zagrał nowe jōseki i Shūsaku odpowiadając popełnił błąd. Mimo że później czarny mozolnie odrabiał straty, uważano, że biały wygrywa. Jedynie lekarz Inoue, nie znający się na go, miał inne zdanie. Argumentował to tym, że po 127 ruchu, który wykonał Shūsaku, Gennan’insekiemu zaczęły czerwienieć uszy, co oznaczało jego zadziwienie i zmieszanie. Shūsaku tę grę wygrał i stała się ona najsłynniejszą grą w historii go. Nazwana jest grą czerwieniejących uszu a ruch 127 – ruchem czerwieniejących uszu.
Po powrocie do Edo, Shūsaku został promowany na 5. dan i został oficjalnym następcą Shuwy Hon’inbō.
W listopadzie 1849 Shūsaku zadebiutował w grach pałacowych jako reprezentant Hon’inbō. Były to prestiżowe gry rozgrywane w pałacu Edo w obecności sioguna. Wszystkie 19 gier pałacowych rozegranych przez Shūsaku zostały przez niego wygrane, przez co zyskał przydomek „niezwyciężony”.
W 1862 w Edo pojawiła się epidemia cholery. Shūsaku, wbrew zakazom Shuwy, opiekował się chorymi ze szkoły Hon’inbō. 3 sierpnia pojawiły się u niego objawy choroby. Po tygodniu zmarł.

## Nawiązania
W anime Hikaru no Go jeden z głównych bohaterów Fujiwara-no-Sai jest duchem fikcyjnego średniowiecznego gracza go, który wcześniej istniał w umyśle Shūsaku Hon’inbō i dzięki któremu Shūsaku odnosił tak wielkie sukcesy.